# Bibliothèque nationale en langues étrangères
La Bibliothèque nationale en langues étrangères (en hongrois : Országos Idegennyelvű Könyvtár, OIK) est la principale bibliothèque de littérature étrangère en Hongrie